# ランヴィール (駆逐艦)
ランヴィール（英語: INS Ranvir）は、インド海軍の保有する駆逐艦(Destroyer)である。艦番号はD54。

## 概要
ランヴィルは、インドからの発注に基づきソ連で建造された61-ME 設計の4番艦であった。
工場番号2204艦は、1981年10月24日にウクライナ・ソビエト社会主義共和国ニコラーエフの61人のコミューン参加者記念工場で起工、1983年3月12日に進水した。同年4月11日には、一時的にソ連海軍に編入され、トヴョールドィイ（Твёрдый）と命名された。これは、「固い、不動の、不屈の」といった意味を持つロシア語の形容詞である。1985年12月30日に竣工すると、トヴョールドィイは赤旗受賞黒海艦隊に配備された。その後、海上公試などを実施した。
1986年4月21日にはソ連海軍を除籍となり、インドへ引き渡された。インドにおいては、ランヴィールと改称の上ムンバイに配備された。
本艦と5番艦ランヴィジャイは新造時よりガトリング機関砲AK-630とMR-123管制レーダーを装備した。就役後4基のAK-630の内2基を撤去、跡にバラク-1のVLSを各2基、計4基を装備した。後部の艦対空ミサイルZIF-101 M-1「ヴォルナーP」連装発射機を撤去しPJ-10「ブラモス」ミサイルの垂直発射機を搭載した。
2022年1月18日、インド・ムンバイの海軍造船所でドッキング中、艦内内部区画で爆発が発生し、海軍兵3人が死亡した。